# Orthotrichum schoddei
Orthotrichum schoddei är en bladmossart som beskrevs av Jette Lewinsky 1992. Orthotrichum schoddei ingår i släktet hättemossor, och familjen Orthotrichaceae. Inga underarter finns listade i Catalogue of Life.